# Марс-экспресс
«Марс-экспресс» («Mars Express») — действующая автоматическая межпланетная станция Европейского космического агентства, предназначенная для изучения Марса. Космический аппарат состоял из орбитальной станции — искусственного спутника Марса — и спускаемого аппарата с автоматической марсианской станцией «Бигль-2».

## Основные события
- 2 июня 2003 «Марс-экспресс» стартовал на космодроме «Байконур» с помощью ракеты-носителя «Союз-ФГ» с разгонным блоком «Фрегат».
- Спускаемый аппарат был отстыкован 19 декабря 2003 года, когда АМС подлетала к планете, до торможения и перехода на орбиту спутника Марса.
- АМС после отделения спускаемого аппарата выполнила 20 декабря 2003 года торможение, вышла на орбиту искусственного спутника Марса то есть стала орбитальной станцией.
- 25 декабря 2003 года спускаемый аппарат опустился на Марс, но автоматическая марсианская станция «Бигль-2» на связь не вышла.
- 19 сентября 2005 срок работы орбитальной станции продлён до конца 2007 года.
- 21 сентября 2006 года стереокамерой высокого разрешения (HRSC) было получено изображение Кидонии — региона, в котором находится известный «Марсианский сфинкс», запечатлённый в 1976 году аппаратом «Викинг-1»[2].
- 26 сентября 2006 года орбитальная станция успешно восстановлена из режима «Sumo» (режима сверхнизкого потребления энергии), разработанного для периода недостаточного освещения[3].
- В октябре 2006 года связь с орбитальной станцией была прервана из-за солнечного противостояния (выстраивание в линию Земля — Солнце — «Марс-экспресс»). Угол Солнце — Земля — «Марс-экспресс» достиг минимума в 0,39° 23 октября при расстоянии в 2.66 астрономические единицы. Были произведены измерения, необходимые для минимизации ослабления сигнала (большая плотность электронов в солнечной плазме серьёзно влияет на радиосигналы)[4].
- В декабре 2006 года в связи с потерей связи с аппаратом НАСА JPL Mars Global Surveyor (MGS) команде «Марс-экспресс» было поручено определить местонахождение американского аппарата. На основании последних данных эфемериды, полученных от MGS, была получена возможная орбита MGS. Для поиска аппарата была использована камера высокого разрешения «Марс-экспресс», но обе попытки оказались безуспешными.
- В январе 2007 года подписано соглашение с НАСА о всесторонней поддержке посадки аппарата Феникс в мае 2008 года.
- В феврале 2007 года камера «Марс-экспресс» VNC, использовавшаяся только для контроля отделения спускаемого аппарата, вновь подключена. Дан старт студенческой кампании «Сфотографируй Марс с помощью „Марс-экспресс“».
- 23 февраля 2007 года срок работы орбитальной станции продлён до мая 2009 года[5].
- 28 июня стереокамера высокого разрешения (HRSC) засняла ключевые тектонические особенности столовой горы Эолида[6].
- 4 февраля 2009 года срок работы орбитальной станции продлён до 31 декабря 2009 года[7].
- 7 октября 2009 года срок работы орбитальной станции продлён до 31 декабря 2012 года[8].
- 5 марта 2010 года «Марс-экспресс» пролетел вблизи от Фобоса и измерил гравитацию спутника[9].
- 9 января 2011 «Марс-экспресс» сфотографировал «обратную», до этого не запечатлённую, сторону Фобоса с 16-метровым разрешением и в 3D-формате[10]; 3 марта того же года пролётом над этим спутником аппарат завершил исследования Фобоса[11].
- 13 августа — 24 ноября 2011 года физическая неисправность твердотельной памяти привела к сбоям операционной системы орбитальной станции. В конце ноября система управления орбитальной станцией была исправлена так, чтобы обойти проблему[12].
- 16 февраля 2012 года — все исследовательские программы восстановлены в полном объёме[13].
- 19 октября 2016 года, в 13:22 UTC «Марс-Экспресс» включается для приёма сигнала во время входа в атмосферу и посадки «Скиапарелли»[14].

## Описание аппарата
- Вес аппарата 1123 кг, включая 113 кг научного оборудования, 65 кг — спускаемый аппарат с автоматической марсианской станцией «Бигль-2», 430 кг топлива.
- Размеры АМС 1,5×1,8×1,4 метра, с раскрытыми солнечными батареями — 12 метров.
- Солнечные батареи площадью 11,42 м² с проектной мощностью 660 Вт, но из-за ошибки при монтаже выдают 460 Вт.
- Энергия запасается в трёх литий-ионных аккумуляторах ёмкостью 64,8 А∙ч
- Стоимость программы — около 300 млн евро.
- Камера, позволяющая делать снимки поверхности Марса с разрешением 10 метров.
- Спектрометр OMEGA (Observatoire pour la Mineralogie, l` Eau, les Glaces ot l`Activite) для геологических исследований, способный работать в видимом и инфракрасном диапазонах с разрешением 100 метров.
- Радар MARSIS для зондирования ионосферы и глубинных слоёв марсианской поверхности.
- Ультрафиолетовый и инфракрасный спектрометры (для исследования атмосферы), а также другое научное оборудование.
- Автоматическая марсианская станция «Бигль-2» оборудована буровым механизмом и приборами для обнаружения следов жизнедеятельности микроорганизмов.

## Научные результаты
Измерения при помощи созданных российскими учёными совместно с западноевропейскими коллегами приборов позволили получить ряд важных научных результатов, многие из которых только готовятся к научным публикациям. В том числе восстановление структуры атмосферы с высокой точностью от поверхности до высот 100—150 км и её температурного профиля до 50—55 км. Впервые одновременно измерено содержание и построены карты распределения водяного пара и озона в атмосфере. Обнаружено ночное свечение моноксида азота, известного на Венере, но не наблюдавшегося ранее на Марсе. Открыты мельчайшие аэрозольные частицы, заполняющие атмосферу планеты до высот 70—100 км.
Впервые обнаружен водяной лёд в южной полярной шапке в конце марсианского лета. Карты, построенные по данным прибора OMEGA с разрешением 1—3 км, показывают, что участки водяного льда находятся на краях более обширных областей замёрзшей углекислоты. Толщина её слоя не превышает нескольких метров, а под ним — захороненный слой водяного льда, возможно по мощности эквивалентный северной полярной шапке, полностью состоящей из водяного льда с небольшой (менее 1 %) примесью пыли.
Прибором OMEGA проведено также минералогическое картирование значительной части планеты, и, при существенном разнообразии минерального состава, карбонаты (соли угольной кислоты) обнаружены не были. Они широко распространены на Земле и именно в их залежах, а не в живом веществе, каменном угле и нефти, сосредоточено основное количество углерода на нашей планете. Таким образом, данные «Mars Express» не подтверждают наличия запасов СО2 на Марсе, достаточных для существенных изменений массы его атмосферы, и соответственно, преобразования климата планеты.
«Марс-экспресс» обнаружил в атмосфере Марса метан, что может свидетельствовать о наличии жизни на планете (метан не может долго находиться в марсианской атмосфере, следовательно, его запасы пополняются либо в результате жизнедеятельности микроорганизмов, либо вследствие геологической активности). Было определено и его содержание — 10±5 частей на миллиард. Конечно, это немного, но так как метан непрерывно разрушается в атмосфере за счёт фотодиссоциации, для поддержания такого его количества в атмосфере на Марсе должен быть источник производительностью порядка 300 тонн метана в год. Таким источником могла бы быть тектоническая деятельность. Марс считается тектонически неактивным в настоящее время, однако поступление метана в атмосферу может быть связано с «точечной» тектоникой: остаточным вулканизмом, либо геотермальной активностью.
Ученые обработали снимки, сделанные камерой HRSC, и создали трёхмерные модели марсианских ландшафтов.
Орбитальная станция обнаружила плотные облака из сухого льда, которые отбрасывают тень на поверхность планеты и даже влияют на её климат.
25 июля 2018 года радар MARSIS, установленный на аппарате, показал наличие подлёдного озера на Марсе, расположенного на глубине 1,5 км подо льдом Южной полярной шапки (на Planum Australe), шириной около 20 км. Это стало первым известным постоянным водоёмом на Марсе.